# MW 18014
MW 18014 war eine deutsche A4-Rakete, deren Versuchsstart am 20. Juni 1944 durch die Heeresversuchsanstalt Peenemünde auf der Greifswalder Oie durchgeführt wurde. Sie gilt manchen Quellen zufolge als das erste künstliche Objekt im Weltraum, da sie mit einer Höhe von rund 175 km die Kármán-Linie, die international anerkannte Grenze zum Weltraum, überschritt. Andere Quellen erwähnen eine A4, die bereits früher im selben Jahr 189 km hoch geflogen sei. Die im Bundesarchiv-Militärarchiv überlieferten originalen Hauptschussberichte belegen hingegen, dass die zwei Tage zuvor am 18. Juni 1944 um 13:55 Uhr von der Greifswalder Oie geschossene Rakete MW 18012 eine Gipfelhöhe von etwa 127 km erreichte, während kein 189 km hoher Schuss erwähnt wird. Keine der Raketen erreichte Orbitalgeschwindigkeit, daher schlugen sie wieder auf der Erde auf, MW 18014 westlich von Zingst. Somit waren diese Senkrechtstarts die ersten suborbitalen Flüge. Der Name der Rakete setzt sich aus MW für Mittelwerk, dem Hersteller der Rakete, sowie ihrer Seriennummer zusammen.

## Hintergrund
Frühere A4-Raketen konnten zwar Höhen von 90 km erreichen, waren aber wenig verlässlich. Beispielsweise schlugen bis zu 70 % der Teststarts fehl, weil viele Raketen durch einen Konstruktionsfehler im Vorderteil des Rumpfes mitten im Flug versagten. Eine A4-Rakete kam während des Aufstiegs durch den Pogoeffekt vom Kurs ab und wand sich zurück zu ihrem Startplatz, wo sie vier Mitglieder der Starttruppen tötete.
Die Mannschaft in Peenemünde strengte daraufhin 1943 und in der ersten Jahreshälfte 1944 einige Verbesserungen an, um die Verlässlichkeit der Raketen zu erhöhen. Einmischungen der SS, Angriffe der Alliierten im Rahmen der Operation Hydra sowie Versuche, das Programm im Juni 1944 zu privatisieren, und die zweiwöchige Festnahme des technischen Leiters Wernher von Braun am 15. März 1944 erschwerten dies aber.
Das Vorrücken der Alliierten in der Normandie, Fortschritte der Mittelwerk-Untergrundfabrik, in der die Raketen hergestellt wurden, und Verbesserungen der Flüssigtreibstoffe vergrößerten die Erwartungen an von Braun, die Verlässlichkeit der A4 zu steigern.

## Rekorde
Der Raketenstart war Teil einer Serie senkrechter Teststarts im Juni 1944, die das Verhalten der Raketen im Vakuum testen sollten. Er erreichte ein Apogäum von 175 oder 174,6 km. Ein vorheriger Höhenrekord von 84,5 km war beim Versuchsstart V-4 am 3. Oktober 1942 aufgestellt worden, ein weiterer möglicherweise Anfang 1944 mit einem A4-Flug bis 189 km. V-4 war das erste Objekt gewesen, das die Thermosphäre erreicht hatte.
Die A4 war das erste menschengemachte Objekt, das den Weltraum erreichte, wie er von der 100 km hohen Kármán-Linie definiert wird. Zur damaligen Zeit wurde die Höhe jedoch nicht als besonders angesehen; die Raketenwissenschaftler feierten eher den Start V-4. Nach dem Krieg legte die Internationale Aeronautische Vereinigung (FAI) die Kármán-Linie, die Grenze zwischen der Erdatmosphäre und dem Weltraum, auf 100 km fest.